# Ferrari F1 642
O  F1 642  é o modelo da Ferrari da temporada de 1991 da Fórmula 1. Condutores: Alain Prost e Jean Alesi até a sexta etapa, o GP do México.

## Resultados[1]
(legenda) (em itálico indica volta mais rápida)
| Ano  | Chassi | Motor           | Pneus | N° | Pilotos     | 1   | 2   | 3   | 4   | 5   | 6   | 7   | 8   | 9   | 10  | 11  | 12  | 13  | 14  | 15  | 16  | Pontos     | Posição |  |
| ---- | ------ | --------------- | ----- | -- | ----------- | --- | --- | --- | --- | --- | --- | --- | --- | --- | --- | --- | --- | --- | --- | --- | --- | ---------- | ------- |  |
|      |        |                 |       |    |             |     |     |     |     |     |     |     |     |     |     |     |     |     |     |     |     |            |         |  |
|      |        |                 |       |    |             | USA | BRA | SMR | MON | CAN | MEX | FRA | GBR | GER | HUN | BEL | ITA | POR | SPA | JAP | AUS |            |         |  |
| 1991 | 642    | Ferrari 037 V12 | G     | 27 | Alain Prost | 2   | 4   | DNS | 5   | Ret | Ret |     |     |     |     |     |     |     |     |     |     | 161 (55.5) | 3°      |  |
| 1991 | 642    | Ferrari 037 V12 | G     | 28 | Jean Alesi  | 12† | 6   | Ret | 3   | Ret | Ret |     |     |     |     |     |     |     |     |     |     | 161 (55.5) | 3°      |  |

† Completou mais de 90% da distância da corrida.
↑1  Da sétima até a última prova utilizou o F1 643 marcando 39.5 pontos (55 pontos no total).